# Blues

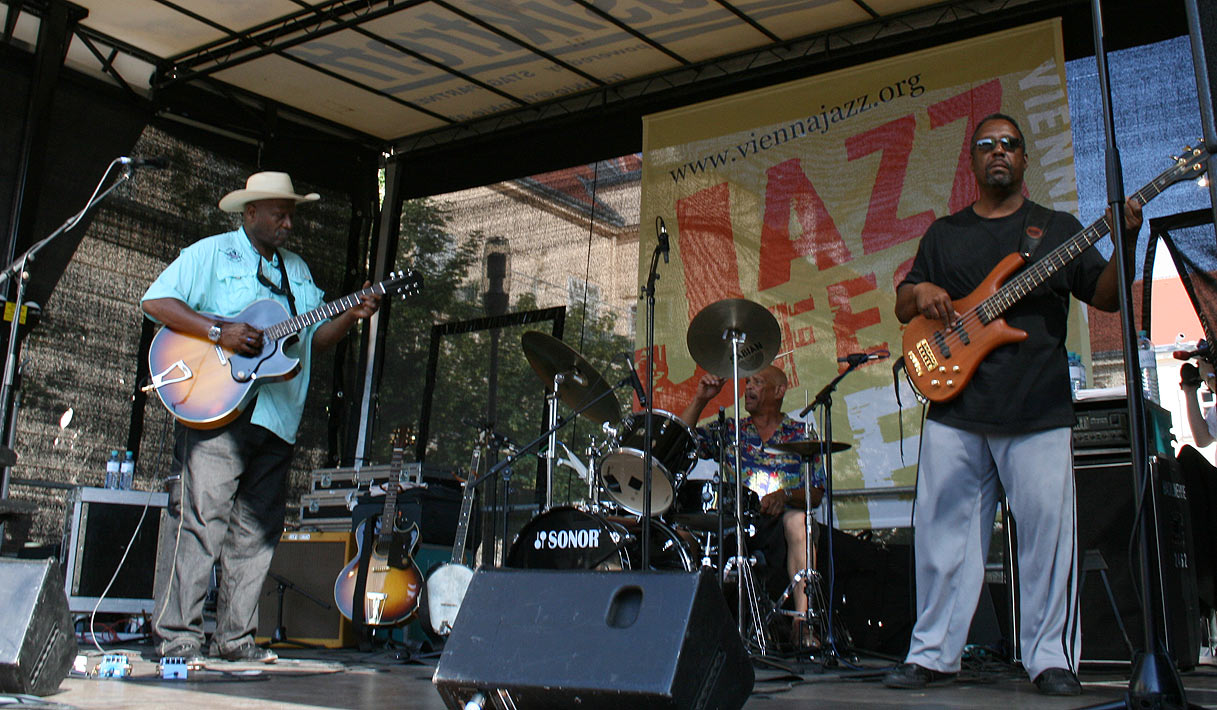
Taj Mahal Blues Trio

Muzica blues este o formă și un gen muzical vocal și instrumental, derivat din cântecele de muncă (work songs) și gospel ale populației afro-americane. Născut la sfârșitul secolului al XIX-lea, a avut o influență majoră asupra muzicii de consum, mai întâi în Statele Unite ale Americii și apoi în restul lumii, întrucât influențe ale genului au pătruns în muzica de jazz, rhythm and blues, muzica rock, country, pop și chiar și în muzica simfonică. Un muzician care este specializat pe genul blues se numește bluesman (engl. „om de blues”; pl. bluesmen).

## Trăsături

### Formă. Blues-ul tipic
Blues-ul este o formă de muzică populară, derivată din folclorul afro-americanilor. Forma cea mai răspândită e blues-ul de 12 măsuri (engl. 12 bar blues) aranjate într-o formă de tip bar (A-A-B, fiecare secțiune constă din patru măsuri), în metru de patru pătrimi. Acordurile folosite de tiparul cel mai primitiv de blues sunt cele diatonice principale: de tonică, subdominantă și dominantă (în secțiunea „B” se produce relația plagală dominantă-subdominantă, interzisă în sistemul tonal).

### Modul de blues
Melodica folosește modul de blues, o scară muzicală simetrică derivată dintr-o pentatonie anhemitonică folosită de afro-americani în muzica lor tradițională. În cadrul ei apar celebrele blue notes: terța mare, septima mare și – începând cu epoca muzicii de jazz bebop (a doua jumătate a anilor patruzeci) – cvinta perfectă sunt coborâte cu mai puțin de un semiton, dând naștere unor sonorități ambigue din punct de vedere tonal, imposibil de reprodus la pian; din acest motiv, tradiția a impus folosirea combinată a stării nominale a scării (ca în majorul european) și a variantei cu trepte coborâte prin suprapunerea, de exemplu, a terței mari cu cea mică, prin alternarea lor sau prin transformarea variantei coborâte într-o apogiatură ce anticipă varianta urcată.

### Atmosfera «bluesy»
Muzica de blues se cântă în diferite tempouri, de la lent la foarte rapid (contrar impresiei încetățenite, conform căreia există numai blues lent). Cu timpul, marcarea stării de spirit, a climatului emoțional specific, a dus la folosirea indicației bluesy (engl. „ca un blues”) chiar și în afara genului. De aici impresia greșită prin care tempoul lent este prezentat ca o trăsătură distinctivă a genului, dar și sugerarea unei atmosfere asemănătoare de către compozitori care nu scriu muzică blues.

## Istoric
Muzica blues a anilor treizeci este definită prin sintagma „blues rural”, formă primară a folclorului afro-americanilor care a avut un rol însemnat și la nașterea genului jazz. Influențele mai apropiate de publicul larg țin însă de cealaltă latură a genului, numită „blues urban”; dezvoltarea acestei a doua expresii a muzicii de blues având loc o dată cu înflorirea metropolelor americane (Detroit, Chicago ș.a.). Blues-ul urban se folosește de tehnologiile apărute cu nu mult timp în urmă, de captare a sunetului și amplificare prin electromagnetism. În anii 1940, blues-ul importat de lumea jazz-ului cunoaște o importantă evoluție, anume apariția blues-ului minor, ale cărui acorduri de bază se formau pe baza unei game minore naturale și nu a uneia majore. Stilul Chicago blues, promovat mai ales de casa de discuri Chess Records (fondată în 1948), are ca reprezentanți pe Elmore James, Muddy Waters, T-Bone Walker etc. Acesta din urmă a fost mentorul chitaristului B.B. King, exponent al generației următoare de bluesmen; alți chitariști porniți din contextul blues vor pioniera tot acum genul muzical numit rock and roll (Bo Diddley, Chuck Berry).
La mică distanță de aceștia se află chitariștii care au debutat în anii șaizeci, dedicați muzicii rock; chiar și în cazul acestora, punctul de reper a fost tot muzica blues, a cărei versiune mai ritmată (eventual cu efect swing) și mai agresivă ca sonoritate a primit numele de blues rock. Din acest subgen se vor dezvolta de-a lungul deceniului speciile rock psihedelic și, mai apoi, rock progresiv; subgenul folk rock, apărut în S.U.A. la jumătatea șaizecilor, preia de asemenea elemente de blues, dar le include într-o configurație mai complexă. Modul de blues nu a fost părăsită de lumea muzicii rock nici până astăzi, fiind un excelent instrument de improvizație atât pentru chitaristul de jazz, cât și pentru cel de rock. Pianistul Mircea Tiberian explică stabilitatea atât de mare a acestui mod prin simetria construirii sale (din două structuri de cvartă perfectă identice). Dintre chitariștii de rock care au explorat sonoritățile blues, trebuie amintiți: Jimmy Page, Eric Clapton, Jimi Hendrix, Angus Young ș.a.
Muzica de blues s-a dezvoltat de-a lungul secolului XX pe trei căi: filiera proprie (a muzicienilor care s-au păstrat în stilistica anilor '40-'50 și au importat puține elemente din alte genuri), cea a jazz-ului și cea a muzicii rock. Artificiile specifice blues-ului au sprijinit mult dezvoltarea jazz-ului la începuturile sale, oferind material valoros pentru stilurile boogie-woogie (la pian) și swing (în general). Odată cu apariția manierei de interpretare bebop, modul de blues a fost folosită tot mai rar, dar structura armonică a blues-ului a fost îmbogățită cu mult. Stilul jazz cool este primul care experimentează în mod susținut schimbări de metru sau de formă, astfel încât ansamblurile conduse de trompetistul Miles Davis propun blues în 8 sau 16 măsuri. Hard bop se sincronizează cu primii ani de succes ai muzicii rock and roll, iar în consecință modul de blues stârnește din nou interes interpreților de jazz; din acest moment, blues-ul va pendula între interesele muzicienilor de rock și ale celor de jazz, făcând carieră în rock-ul psihedelic și progresiv, jazz fusion (împletire dintre rock și jazz, anii 1970) și acid jazz.